# Equisetum ferrissii
Equisetum ferrissii är en fräkenväxtart som beskrevs av Willard Nelson Clute. Equisetum ferrissii ingår i släktet fräknar, och familjen fräkenväxter. Inga underarter finns listade i Catalogue of Life.